# 벌거벗은 태양
벌거벗은 태양(The Naked Sun)은 영어 SF 소설이다. 아이작 아시모프의 로봇 시리즈 제2탄이다.

## 줄거리
강철 도시(The Caves of Steel) (1954) 이후 주인공 베일리 형사는 갑자기 솔라리아라는 행성에서 일어난 살인사건을 해결하라는 명령을 받는다. 옛 동료였던 로봇 다닐 올리브를 다시 만나고 함께 사건을 파해치면서 여러 가지 일에 겪게되고 지구인의 미래에 대해 새로운 생각을 갖게 된다.